# Sign o' the Times (canción)
«Sign o 'the Times» es el sencillo principal del álbum del mismo nombre del músico estadounidense Prince. A pesar de ser de naturaleza negativa, la canción fue originalmente pensada para dos álbumes independientes de Prince que iban a ser lanzados en 1986, que fueron archivados: Dream Factory y Crystal Ball. (Muchas de las canciones de ambos álbumes terminaron en el álbum Sign o 'the Times). Prince canta y ejecuta la pista entera solo; sin embargo, esta fue una de las canciones donde eliminó las contribuciones de otros miembros de la banda. En este caso, Susannah Melvoin. "Sign o 'the Times" fue escrita y compuesta el domingo, cuando Prince usualmente escribía sus canciones más introspectivas.
La canción demostró ser popular después del lanzamiento, encabezando la lista de R & B, y alcanzando el número tres en el Billboard Hot 100 y el número 10 en la lista de sencillos del Reino Unido. En 2010, Rolling Stone clasificó "Sign o 'the Times" en el número 304 en su lista de las 500 mejores canciones de todos los tiempos. En 1987, la encuesta de críticos de Village Voice, Pazz & Jop, nombró a "Sign o 'the Times" el mejor sencillo del año, el tercer reconocimiento de Prince en esa categoría. La canción también está incluida en las 500 canciones que formaron The Rock and Roll Hall of Fame's 500 Songs that Shaped Rock and Roll. Cat Glover está representado en el sencillo escondiendo su rostro detrás de un corazón negro.

## Composición y arreglos
La canción fue construida por Prince casi en su totalidad en el sintetizador de muestreo Fairlight, que proporciona el riff principal del teclado y los sonidos de bajos electrónicos sampleados que se escuchan en la pista. A diferencia de algunos artistas, Prince no programó nuevos sonidos para esta canción. Simplemente usó los sonidos estándar ofrecidos por Fairlight, incluido el famoso "golpe de orquesta" hacia el final de la composición. El sencillo marcó un cambio con respecto a los tomados de los álbumes Parade y Around the World in a Day, con un arreglo de repuesto basado en electrónica, sencillos éxitos de batería y patrones de sintetizador apilados mínimos, así como una parte de guitarra de blues y funk-rock (cortado de la edición única de la canción). El disco fue notablemente más blues y más abatido (tanto melódicamente como líricamente) que ninguno de los anteriores sencillos de Prince, abordando varios problemas sociopolíticos como el sida, la violencia de pandillas, desastres naturales, pobreza, abuso de drogas, el desastre del transbordador espacial Challenger y el inminente holocausto nuclear. Este disco mostró la habilidad de Prince para fusionar características clásicas y modernas de rhythm and blues en una canción.

## Video musical
Fue dirigido por Bill Konersman y se considera una de las primeras instancias de un video de letras (lyric video).
- Datos: Q3006211